# Verliebte Jungs (Film)
Verliebte Jungs ist eine deutsche Filmkomödie aus dem Jahr 2001. Unter der Regie von Christoph Schrewe sind Tom Wlaschiha und Christian Näthe in den Hauptrollen zu sehen. Der Fernsehfilm feierte seine Premiere am 10. Mai 2001 auf Pro 7.

## Handlung
Die Freunde Oliver und Michael haben wenig Erfolg bei Frauen. Ihren Lebensunterhalt bestreiten sie durch Aushilfsjobs in einem Münchner Biergarten. Als beider Arbeitgeber einen Wettbewerb ausruft, bei dem derjenige Mitarbeiter 10.000 DM gewinnt, der den Sommer über mit den meisten Frauen schläft, stehen beide zunächst vor einem Problem. Andererseits benötigen sie das Geld, um ihre Miete zu zahlen. Dank dem Hund der Nachbarin und dem Kleinkind der alleinerziehenden Ayse werden beide unerwartet erfolgreich im Wettbewerb. Als sich Oliver in Ayse und Michael in die Kellnerin Tine verlieben, wird die Sache jedoch immer schwieriger, zudem versucht Konkurrent Leo ihnen den Erfolg streitig zu machen. Am Ende wird Leo des Betruges mit Viagra überführt; Oliver und Michael können ihre Schulden begleichen und kommen mit ihren Wunschpartnerinnen zusammen.

## Hintergrund
Der Film wurde in Südafrika gedreht. Einige Nebendarsteller waren Südafrikaner; diese sprachen Englisch und wurden dann deutsch synchronisiert.

## Kritiken
„Verliebte Jungs ist eine leichtgewichtige, fröhliche Sommerkomödie – ganz im Stil von Harte Jungs oder Schule. […] Außerdem ist der Film mehr als solide von Christoph Schrewe inszeniert und überaus ansprechend besetzt.“

„Lockeres Filmchen im Stil der „Eis am Stiel“-Reihe – nur weniger peinlich.“

Das Lexikon des internationalen Films sah eine „[v]or sich hin pubertierende Teenagerkomödie.“